# Клатовський рукав
Клатовський рукав (словац. Klátovské rameno) — права притока Малого Дунаю, протікає в окрузі Дунайська Стреда.
Довжина приблизно 31.3 км. Витік знаходиться в Дунайській рівниині.. Впадає Клатовський канал. Відділяється канал Ґабчіково-Топольники.
Протікає територією сіл Орехова Потуонь; Дунайський Клатов; Горне Мито; Огради; Тргова Градська; Відрани; Вельке Благово і Топольники.